# Lemba daguanensis
Lemba daguanensis är en insektsart som beskrevs av Huang, C. 1983. Lemba daguanensis ingår i släktet Lemba och familjen gräshoppor. Inga underarter finns listade i Catalogue of Life.